# Irene Azuela
Irene Azuela (Londres, 27 de outubro de 1979) é uma atriz e produtora mexicana nascida na Grã-Bretanha.

## Carreira
Irene Azuela iniciou sua carreira como atriz nos anos 2000 na TV Azteca com três telenovelas: Todo por amor, Amores... querer con alevosía e La otra mitad del sol. Estreou no cinema em 2007 no filme El búfalo de la noche, escrito por Guillermo Arriaga. Em 2008 ela ganhou Prêmio Ariel de melhor atriz pelo filme Quemar las Naves. Trabalhou como produtora da série do Canal Once, Paramédico. 

## Vida pessoal
Azuela tem uma filha, nascida em 13 de março de 2015, com seu atual companheiro Enrique "Quique" Rangel, baixista do Café Tacvba.

## Filmografia
| Ano  | Título                          | Papal                 | Notas                           |
| ---- | ------------------------------- | --------------------- | ------------------------------- |
| 2006 | La última vez                   | Ella                  | Curta-metragem                  |
| 2007 | El búfalo de la noche           | Margarita             |                                 |
| 2007 | Es muy fácil                    | Alicia                | Curta-metragem                  |
| 2007 | Quemar las Naves                | Helena                |                                 |
| 2008 | Violanchelo                     | Gaby                  |                                 |
| 2008 | Tear This Heart Out             | Bárbara               |                                 |
| 2008 | Under the Salt                  | Isabel                |                                 |
| 2010 | Sucedió en un día               | Úrsula                | Segmento "Amor a primera vista" |
| 2010 | El atentado                     | Cordelia Godoy        |                                 |
| 2011 | Miss Bala                       | Jessica Verduzo       |                                 |
| 2011 | Así es la suerte                | Mónica                |                                 |
| 2012 | El Santos vs. La Tetona Mendoza | Rat Ling / Siren Lupe | voz                             |
| 2013 | Tercera llamada                 | Julia                 |                                 |
| 2014 | The Obscure Spring              | Pina                  |                                 |
| 2017 | Cuando los hijos regresan       | Daniela               |                                 |
| 2017 | Opus Zero                       | Maia                  |                                 |
| 2020 | Nahui                           |                       |                                 |
| 2021 | Los Dias Que No Estuve          | Sofía                 |                                 |

| Ano       | Título                        | Papel                   | Notas                              |
| --------- | ----------------------------- | ----------------------- | ---------------------------------- |
| 2000      | Todo por amor                 | Marisol                 |                                    |
| 2000      | Amores... querer con alevosía | Rocío Morales           |                                    |
| 2001      | Lo que callamos las mujeres   | Celeste                 | Episódio: "Con los ojos del alma"  |
| 2005      | La otra mitad del sol         | Dulce                   |                                    |
| 2010      | Gritos de muerte y libertad   | Ana Huarte              | 3 episódios                        |
| 2010      | Capadocia                     | Azucena Montiel         | 4 episódios                        |
| 2011      | Bienvenida realidad           | Lucía Fuentes           |                                    |
| 2011      | El encanto del águila         | María del Carmen Serdán | Episódio: "Los Mártires de Puebla" |
| 2012–2018 | Paramédicos                   | Elisa Gaona             | Produtora; 14 episódios            |
| 2015      | Sense8                        | Cristina                | 2 episódios                        |
| 2016      | La querida del Centauro       | Tania Muñozs            |                                    |
| 2016      | El hotel de los secretos      | Isabel Alarcón          |                                    |
| 2019      | Monarca                       | Ana María Carranza      |                                    |